# 夢であいましょう
『夢であいましょう』（ゆめであいましょう）は、日本放送協会（NHK）のバラエティ番組。1961年4月8日から1966年4月2日まで毎週土曜日22時台に日比谷会館、日比谷第1スタジオ（H-1）から生放送されていた。「上を向いて歩こう」など数々のヒット曲を世に送り出した。

## 概要
日本のテレビ放送初期に作られたバラエティ番組である。前身は1959年からNHKで放送された『午後のおしゃべり』とされる。
番組は毎回テーマが設けられて、これに沿ったショートコントで進行し、その合間に踊りやジャズ演奏、外国曲の歌唱などが挿入された。歌手のコント出演や、コメディアンの歌唱などの企画は、後続のバラエティショー番組の原型となった。
初代ホステスの中嶋弘子が番組冒頭で上半身を右に傾けてお辞儀をするテレビ用の挨拶は、視聴者の話題になった。番組オープニングタイトルは繊維会社で宣伝部に在籍していた吉村祥が担当し、毎回趣向を凝らしていた。中嶋はその後、結婚の為に1965年3月をもって番組を降板。番組が終了するまでの1年間は、レギュラーの黒柳徹子が替わって司会を務めた。1966年、番組はフランキー堺をホスト役に据えた『夢をあなたに』に衣替えする形で終了した。
1964年6月13日放送分では映画俳優のアラン・ドロンがゲスト出演。「日本の文化を紹介する番組」として、1964年6月15日から数回に渡りスウェーデン国営放送にて放送。

## 放送時間
いずれもJST。一貫して土曜夜10時台に放送されたが、ニュース関連番組でしばしば移動することがあった。
- 1961年度：土曜 22:00 - 22:30
- 1962年度：土曜 22:15 - 22:45
- 1963年度：土曜 22:00 - 22:30
- 1964年度 - 1965年度：土曜 22:10 - 22:40

## 主な出演者
- 中嶋弘子 - 初代ホステス役を担当。結婚のため、1965年3月をもって降板。最終回にも出演。
- 黒柳徹子[5] - 1965年4月より2代目のホステス役を担当。
- 益田喜頓
- 高英男
- 越路吹雪
- 三木のり平
- 渥美清
- E・H・エリック
- 谷幹一
- 岡田眞澄
- 水原弘
- 北島三郎[6]
- 坂本スミ子
- 西城慶子
- 森山加代子
- ジェリー藤尾
- 坂本九
- 梓みちよ
- 田辺靖雄
- 金井克子
- 九重佑三子
- 弘田三枝子
- ジャニーズ - この番組にて芸能界デビューを果たす。
- デューク・エイセス
- レ・パンテール
- レ・ドーフィン
- 鈴木ヤスシ

## スタッフ
- 作・構成：永六輔、大倉徹也
- 音楽：中村八大、八城一夫、岩井淳
- 振付：松見登、西野皓三
- 美術：星野昭、岩崎弘
- 技術：吉村政明
- タイトル：吉村祥
- 演出：末盛憲彦、林叡作
- 制作：増井敬三、川口幹夫

## 今月のうた
毎月1曲、永六輔作詞・中村八大作曲による「今月のうた」が作られ、ここから数多くのヒット曲が世に生まれ出た。中でも坂本九の『上を向いて歩こう』は大きな反響を呼び、数か月にわたって放送され、大ヒットした。アメリカでも"SUKIYAKI"のタイトルでヒットチャートに乗る成功を収めて世界中で流行し、当時の日本を代表する曲となった。ジェリー藤尾の『遠くへ行きたい』は、1970年から読売テレビ制作により現在も放送中の旅番組のタイトルとして使われ、主題歌も複数の歌手によるカバーによる同曲が使われている。この他にも梓みちよの『こんにちは赤ちゃん』は1963年の第5回日本レコード大賞を受賞した。

### 代表作
- 「上を向いて歩こう」（歌：坂本九、1961年10月と11月）
- 「遠くへ行きたい」（歌：ジェリー藤尾、1962年5月）
- 「おさななじみ」（歌：デューク・エイセス、1963年6月）
- 「こんにちは赤ちゃん」（歌：梓みちよ、1963年7月）
- 「ウエディング・ドレス」（歌：九重佑三子、1963年11月）

全曲のリストは、永六輔著「上を向いて歌おう：昭和歌謡自分史」（飛鳥新社）に掲載。2013年1月30日には「今月のうた」と番組テーマ曲を収録し、「今月のうた」に関係した番組映像のDVDが付属したオムニバスアルバム『夢であいましょう 今月のうた 大全』がEMIミュージック・ジャパンより発売。
|    | 曲名                     | 歌手                                 | 放送年 | 放送月 | 備考                                           |
| -- | ------------------------ | ------------------------------------ | ------ | ------ | ---------------------------------------------- |
| 1  | 誰も知らない             | 高英男                               | 1961年 | 4月    |                                                |
| 2  | 夜のためいき             | 朝丘雪路                             | 1961年 | 5月    | 未音盤化楽曲。                                 |
| 3  | 朝が来るのに             | 水原弘                               | 1961年 | 6月    | 未音盤化楽曲。                                 |
| 4  | 海は知っている           | 栗林義信                             | 1961年 | 7月    | 未音盤化楽曲。                                 |
| 5  | 電話のベルが待ち遠しい   | デューク・エイセス、スリー・バブルス | 1961年 | 8月    | 歌唱音源は未発売。                             |
| 6  | 気の早い落葉             | 坂本スミ子                           | 1961年 | 9月    | 未音盤化楽曲。                                 |
| 7  | 上を向いて歩こう         | 坂本九                               | 1961年 | 10月   | 好評につき2か月にわたって放送。                |
| 7  | 上を向いて歩こう         | 坂本九                               | 1961年 | 11月   | 好評につき2か月にわたって放送。                |
| 8  | 幸福のシッポ             | 森山加代子                           | 1961年 | 12月   | 森山による歌唱音源は未発売。                   |
|    |                          |                                      | 1962年 | 1月    | 1月は、なし。                                  |
| 9  | ブルージーン・ブルース   | 弘田三枝子                           | 1962年 | 2月    |                                                |
| 10 | 青空を抱きしめよう       | 森山加代子                           | 1962年 | 3月    |                                                |
| 11 | 風に歌おう               | 水原弘                               | 1962年 | 4月    |                                                |
| 12 | 遠くへ行きたい           | ジェリー藤尾                         | 1962年 | 5月    |                                                |
| 13 | 幸福がくすぐるの         | 弘田三枝子                           | 1962年 | 6月    | 未音盤化楽曲。                                 |
| 14 | この手を離さないで       | 坂本スミ子                           | 1962年 | 7月    | 歌唱音源は未発売。                             |
| 15 | いつもの小道で           | 田辺靖雄                             | 1962年 | 8月    | レコード音源では梓みちよとデュエットしている。 |
| 16 | お早う、今日は、今晩は   | デューク・エイセス、スリー・バブルス | 1962年 | 9月    |                                                |
| 17 | お母さんになりたい       | 坂本スミ子                           | 1962年 | 10月   | 未音盤化楽曲。                                 |
| 18 | 一人になりたい           | 高橋元太郎                           | 1962年 | 11月   | 未音盤化楽曲。                                 |
| 19 | 故郷のように             | 西田佐知子                           | 1962年 | 12月   |                                                |
| 20 | 太陽に頬よせて           | 田辺靖雄                             | 1963年 | 1月    | 未音盤化楽曲。                                 |
| 21 | ひとりごとのブルース     | ザ・ピーナッツ                       | 1963年 | 2月    | 歌唱音源は未発売。                             |
| 22 | 芽生えて、そして         | ペギー葉山                           | 1963年 | 3月    | ペギーによる歌唱音源は未発売。                 |
| 23 | ぼく帰りたい             | 坂本九                               | 1963年 | 4月    | レコードでの表記は「帰りたい僕」。             |
| 24 | おさななじみ             | デューク・エイセス                   | 1963年 | 5月    |                                                |
| 25 | 涙にしてみれば           | 松尾和子                             | 1963年 | 6月    |                                                |
| 26 | こんにちは赤ちゃん       | 梓みちよ                             | 1963年 | 7月    |                                                |
| 27 | 誰かと誰かが             | ジェリー藤尾                         | 1963年 | 8月    |                                                |
| 28 | 昔を今に                 | スリー・バブルス                     | 1963年 | 9月    | 未音盤化楽曲。                                 |
| 29 | ウエディング・ドレス     | 九重佑三子                           | 1963年 | 10月   |                                                |
| 30 | パララン・パン           | 田辺靖雄、梓みちよ                   | 1963年 | 11月   |                                                |
| 31 | 誰も                     | 丸山明宏                             | 1963年 | 12月   | 丸山による歌唱音源は未音盤化。                 |
| 32 | 心はずんで               | 五十嵐喜芳                           | 1964年 | 1月    | 未音盤化楽曲。                                 |
| 33 | 目を閉じて               | 和田弘とマヒナスターズ               | 1964年 | 2月    |                                                |
| 34 | その時だけの為に         | ロミ・山田                           | 1964年 | 3月    | 未音盤化楽曲。                                 |
| 35 | 君が好き                 | 坂本九と中村八大シンガーズ           | 1964年 | 4月    | 「サヨナラ東京」のＢ面曲。                     |
| 36 | こんなことってあるかしら | 九重佑三子                           | 1964年 | 5月    | 未音盤化楽曲。                                 |
| 37 | 娘よ                     | 益田喜頓                             | 1964年 | 6月    |                                                |
| 38 | 言葉なんて・・・         | アイ・ジョージ                       | 1964年 | 7月    | 未音盤化楽曲。                                 |
| 39 | 若い涙                   | ジャニーズ                           | 1964年 | 8月    |                                                |
| 40 | 明日私は                 | 西田佐知子                           | 1964年 | 9月    | 未音盤化楽曲。                                 |
| 41 | あの人                   | 梓みちよ                             | 1964年 | 10月   | 未音盤化楽曲。                                 |
| 42 | あの涙                   | デューク・エイセス                   | 1964年 | 11月   |                                                |
| 43 | 帰ろかな                 | 北島三郎                             | 1964年 | 12月   |                                                |
| 44 | 幸福って奴は             | ジェリー藤尾                         | 1965年 | 1月    | 歌唱音源は未音盤化。                           |
| 45 | どうする？               | 越路吹雪                             | 1965年 | 2月    | 未音盤化楽曲。                                 |
| 46 | 背のび                   | 田辺靖雄                             | 1965年 | 3月    | 田辺による歌唱音源は未音盤化。                 |
| 47 | ひとりもの               | 渥美清                               | 1965年 | 4月    | 未音盤化楽曲。                                 |
| 48 | 僕と今夜                 | 坂本九、デューク・エイセス           | 1965年 | 5月    | レコーディング音源では、坂本のソロ。           |
| 49 | ありふれた恋             | 小海智子                             | 1965年 | 6月    | 未音盤化楽曲。                                 |
| 50 | アラの歌                 | 森田靖子                             | 1965年 | 7月    | 未音盤化楽曲。                                 |
| 51 | モンキー・ボン・ダンス   | 城山吉之助                           | 1965年 | 8月    |                                                |
| 52 | あいたくても             | 坂本スミ子                           | 1965年 | 9月    | 未音盤化楽曲。                                 |
| 53 | 抱きしめて               | 九重佑三子                           | 1965年 | 10月   |                                                |
| 54 | 坊や                     | フランキー堺                         | 1965年 | 11月   | フランキーによる歌唱音源は未音盤化。           |
| 55 | 男の歌                   | 北島三郎                             | 1965年 | 12月   |                                                |
| 56 | 私でよかったら           | 倍賞千恵子                           | 1966年 | 1月    |                                                |
| 57 | 歌え、君の歌を           | 田辺靖雄                             | 1966年 | 2月    | 未音盤化楽曲。                                 |

## 現存する映像
以下の13本がキネコで現存している。これらはディレクターの末盛憲彦が、スタッフと出演者の反省材料用にキネコしていたもので、末盛急逝後にロッカーから発見された。
- 1962年1月13日放送「61年度今月の歌特集」
- 1963年6月8日放送「上を向いて歩こう 特集」[10]
- 1963年6月22日放送「歌っていいなあ」
- 1963年7月13日放送「風のバラエティ」
- 1963年7月27日放送「夏の歳時記」
- 1963年8月3日放送「氷のバラエティ」
- 1963年12月7日放送「落語国紳士録」
- 1965年2月6日放送「これがわたし」
- 1965年6月19日放送「中村八大ですが…」
- 1965年7月17日放送「テレビ以前」
- 1965年8月21日放送「百年一昔」
- 1965年8月28日放送「歌は涙か ためいきか」
- 1966年4月2日放送「最終回」

2007年11月にCS衛星放送スカイパーフェクTV!等の日本映画専門チャンネルで現存する13本が放送され、併せて構成作家だった永六輔へのインタビュー番組が放送された。
NHKアーカイブスの「公開ライブラリー」では以下の12本分を視聴出来る。
- 1963年6月8日放送「上を向いて歩こう 特集」
- 1963年6月22日放送「歌っていいなあ」
- 1963年7月13日放送「風のバラエティ」
- 1963年7月27日放送「夏の歳時記」
- 1963年8月3日放送「氷のバラエティ」
- 1963年12月7日放送「落語国紳士録」
- 1965年6月19日放送「中村八大ですが…」
- 1965年7月17日放送「テレビ以前」
- 1965年8月21日放送「百年一昔」
- 1965年8月28日放送「歌は涙か ためいきか」
- 1966年4月2日放送「最終回」

「放送ライブラリー」では
- 1962年1月13日放送「61年度今月の歌特集」

が視聴できる。
ビデオ化もされており以下が収録されている。
- 1962年1月13日放送「61年度今月の歌特集」
- 1963年6月8日放送「上を向いて歩こう 特集」
- 1963年6月22日放送「歌っていいなあ」
- 1963年7月13日放送「風のバラエティ」
- 1963年7月27日放送「夏の歳時記」
- 1963年12月7日放送「落語国紳士録」
- 1965年2月6日放送「これがわたし」
- 1965年8月21日放送「百年一昔」
- 1965年8月28日放送「歌は涙か ためいきか」

2010年7月13日放送『ゲゲゲの女房』で村井茂（水木しげる。演者・向井理）がテレビを見るシーンがあり、その中でこの番組がライブラリー再生により取り上げられた。どの放送回が放映されたかは詳細不明。2010年8月26日放送『サラリーマンNEO』の「私とNEO」（ゲスト・美輪明宏）で、1963年12月7日放送「落語国紳士録」の一部が放映された。
2023年12月30日に、「カラーでよみがえる 夢であいましょう 〜上を向いて歩こう〜」をNHK BSで放送（45分）。スタジオゲストは黒柳徹子、進行は二宮直輝アナウンサー。1963年6月8日放送回「上を向いて歩こう 特集」の映像と音声をリマスターし、カラー化させた。2024年5月3日にNHK BSで再放送。

## 2013年復刻版
2013年8月23日（金曜日） 20:00 - 20:45にNHK総合テレビで復刻版が放送された。ただし、山形は高校野球県代表校ベスト4記念特番に、四国ブロック（松山・高知・高松・徳島）はよさこい祭り関連特番に差し替えられ、同年8月30日（同じく金曜日） 22:00-22:45に振替放送された。

### キャスト
- さだまさし
- 永六輔
- 黒柳徹子
- 坂本スミ子
- 加山雄三
- 伊東四朗
- 天海祐希
- 笑福亭鶴瓶
- 髙橋真梨子
- 岩崎宏美
- 泉谷しげる
- 宮崎美子
- 柳沢慎吾
- 立川談春
- 柳家花緑
- 柳家三三
- 柳家一琴
- 南沢奈央
- 三代目 J SOUL BROTHERS from EXILE TRIBE
- 中村中
- Sumire
- StarS（井上芳雄・浦井健治・山崎育三郎のユニット）
- 新倉滉祐
- 熊田聖亜
- 八嶋智人

### スタッフ
- 監修 - 永六輔

| NHK総合テレビ 土曜22時台前半枠                                                                   | NHK総合テレビ 土曜22時台前半枠 | NHK総合テレビ 土曜22時台前半枠                                                               |
| 前番組                                                                                           | 番組名                         | 次番組                                                                                       |
| ------------------------------------------------------------------------------------------------ | ------------------------------ | -------------------------------------------------------------------------------------------- |
| きょうのニュース （22:00 - 22:20）海外ニュース （22:20 - 22:25）ニュースの株式 （22:25 - 22:40） | 夢であいましょう （1964年度）  | ニュースの焦点 （22:00 - 22:15）夢であいましょう （22:15 - 22:45）【以上15分繰り下げて継続】 |
| NHK総合テレビ 土曜22:15 - 22:45枠                                                                |                                |                                                                                              |
| 夢であいましょう （22:00 - 22:30）ニュースの焦点 （22:15 - 22:30）                               | 夢であいましょう （1965年度）  | 夢であいましょう （22:00 - 22:30） 【再び15分繰上げて継続】NHK特派員だより （22:30 - 22:45） |
| NHK総合テレビ 土曜22時台前半枠                                                                   |                                |                                                                                              |
| ニュースの焦点 （22:00 - 22:15）夢であいましょう （22:15 - 22:45）                               | 夢であいましょう （1965年度）  | ニュースの焦点 （21:55 - 22:10）夢であいましょう （22:10 - 22:40） 【10分繰り下げて継続】    |
| NHK総合テレビ 土曜22:10 - 22:40枠                                                                |                                |                                                                                              |
| 夢であいましょう （22:00 - 22:30）NHK特派員だより （22:30 - 22:45）                              | 夢であいましょう （1966年度）  | 夢をあなたに                                                                                 |

## 夢であいましょう 今月のうた 大全
『夢であいましょう 今月のうた 大全』（ゆめであいましょう こんげつのうた たいぜん）は、EMIミュージック・ジャパンより発売されたオムニバスアルバムである。2013年1月30日に発売され、 レコード化された「今月のうた」の楽曲と番組テーマ曲「夢であいましょう」を収録し、「今月のうた」に関係した番組映像のDVDが付属されている。初CD化音源が多数収録されている。ブックレットには、曲の解説などが書かれている。全ての「今月のうた」の楽曲を収録したわけではなく、2016年6月時点で未音源化の楽曲も多数存在する。

### 収録曲
全作詞：永六輔　全作曲：中村八大
- Disc-1 [CD]

1. 夢であいましょう
編曲：中村八大　演奏：中村八大クインテット　当番組のテーマ曲。オープニングでは東京混声合唱団が、エンディングでは坂本スミ子によって歌われた。
2. 誰も知らない
編曲：川上義彦　歌：高英男　1961年4月の歌。「今月の歌」コーナー第1作である。番組では、冒頭と最後の1コーラスをフランス語に訳して歌われている。[注釈 5]
3. 電話のベルが待ち遠しい
編曲：鈴木邦彦　演奏：中村八大クインテット　1961年8月の歌。番組では、デューク・エイセス、スリー・バブルスによって歌われていたが歌唱盤は未発売。[注釈 6]
4. 上を向いて歩こう
編曲：中村八大　歌：坂本九　1961年10月・11月の歌。世界では「SUKIYAKI」としても知られる大ヒット曲。
5. 幸福のシッポ
編曲：中村八大　歌：ザ・ピーナッツ　1961年12月の歌。タイトルの「幸福」は「しあわせ」と読む。番組では森山加代子によって歌われたが、未音源化。[注釈 7]
6. ブルージーン・ブルース
編曲：中村八大　歌：弘田三枝子　1962年2月の歌。シングル「寝不足なの」（1962年6月）のカップリング曲。
7. 青空を抱きしめよう
編曲：中村八大　歌：森山加代子　1962年3月の歌。
8. 風に歌おう
編曲：中村八大　歌：水原弘　1962年4月の歌。
9. 遠くへ行きたい　
編曲：中村八大　歌：ジェリー藤尾　1962年5月の歌。後に、1970年10月にスタートした同名の旅番組のテーマ曲にも使われた。
10. この手を離さないで
編曲：中村八大　演奏：中村八大クインテット　1962年5月の歌。番組では坂本スミ子が歌ったが、歌唱音源は未発売。
11. いつもの小道で
編曲：中村八大　歌：田辺靖雄、梓みちよ　1962年8月の歌。番組では田辺のソロで歌い、バックにジャニーズが登場していた。
12. お早う、今日は、今晩は
編曲：中村八大　歌：デューク・エイセス、スリー・バブルス　1962年9月の歌。朝日ソノラマのソノシート「夢であいましょう ヒットソング」でのみ発売され、マスター・テープが現存しない。当作品は、ソノシートから起こした音源を収録。
13. 故郷のように
編曲：中村八大　歌：西田佐知子　1962年12月の歌。
14. ひとりごとのブルース
編曲：中村八大　演奏：中村二大とミリオン・ポップス　1963年2月の歌。番組ではザ・ピーナッツが歌唱。中村二大は中村八大の実兄。フォノシートからの採録。
15. 芽生えて、そして
編曲：中村八大　歌：越路吹雪　1963年3月の歌。番組ではペギー葉山によって歌われたが、番組収録直後に体調を崩したため、最初のレコードは小柳弥栄の歌唱で翌1964年3月に発売された。当作品では1965年6月にレコード化された越路による歌唱音源を収録。
16. おさななじみ
編曲：中村八大　歌：デューク・エイセス　1963年5月の歌。
17. 涙にしてみれば
編曲：中村八大　歌：松尾和子　1963年6月の歌。

- Disc-2 [CD]

1. こんにちは赤ちゃん
編曲：中村八大　歌：梓みちよ　1963年7月の歌。大ヒット曲。
2. 誰かと誰かが
編曲：中村八大　歌：ジェリー藤尾　1963年8月の歌。ジェリーはこの曲で、年末に行われるNHK紅白歌合戦に3回目の出場を果たした。
3. ウェディング・ドレス
編曲：中村八大　歌：九重佑三子　1963年10月の歌。同梱DVDには未収録であるが歌唱映像は存在する。
4. パララン・パン
編曲：中村八大、東海林修　歌：田辺靖雄、梓みちよ　1963年11月の歌。
5. 誰も
編曲：中村八大　歌：丸山明宏　1963年12月の歌。音源は、1963年12月7日放送の「落語国紳士録」の映像から採録。一部歌詞を省略している。副題として「あいつのためのスキャットによる音頭」と付されている。北島三郎による歌唱音源が存在する。
6. 目を閉じて
編曲：中村八大　歌：和田弘とマヒナスターズ　1964年2月の歌。
7. 君が好き
編曲：中村八大　歌：坂本九　1964年4月の歌。番組では坂本九と中村八大シンガーズによって歌われた。
8. 娘よ
編曲：中村八大　歌：益田喜頓　1964年6月の歌。花嫁の父親の心境を表現したもの。Ｂ面に「息子よ」が収録されていた。
9. 若い涙
編曲：服部克久　歌：ジャニーズ　1964年6月の歌。
10. 帰ろかな
編曲：中村八大　歌：北島三郎　1964年12月の歌。Ｂ面に1963年12月の歌である「誰も」が収録されている。
11. 背のび
編曲：中村八大　歌：坂本九　1965年3月の歌。番組では田辺靖雄が歌ったが、その歌唱は未音盤化。坂本の歌唱音源は、1994年に発売された「坂本九メモリアルボックス1941-1985」の特典CDで初めて音盤化されたものである。
12. 僕と今夜
編曲：中村八大　歌：坂本九　1965年5月の歌。「僕が君なら」（1965年12月05日発売）のカップリング曲。番組では坂本九とデューク・エイセスによって歌われた。
13. モンキー・ボン・ダンス
編曲：中村八大　歌：城山吉之助　1965年8月の歌。同梱DVDには未収録であるが歌唱映像は存在する。番組では祭りやぐらのセットが組まれ、盆踊りスタイルで歌われた。また、歌詞が一部異なっている。
14. 抱きしめて
編曲：中村八大　歌：九重佑三子　1965年10月の歌。
15. 坊や
編曲：中村八大　歌：坂本九　1965年11月の歌。番組ではフランキー堺によって歌われたが、未音盤化。
16. 男の歌
編曲：中村八大　歌：北島三郎　1965年12月の歌。Ｂ面に水原弘が歌った「恋のカクテル」を収録されていた。
17. 私でよかったら
編曲：中村八大　歌：倍賞千恵子　1966年1月の歌。
18. 夢であいましょう
編曲：中村八大　歌：坂本スミ子　坂本スミ子による歌唱音源。

- Disc-3 [DVD]

編曲者の情報は記載がない。映像は放送当時のまま収録している。
1. オープニング：夢であいましょう
歌：東京混声合唱団　オープニングの冒頭の歌詞は「夢をみましょう」となっている。[注釈 8]
2. 誰も知らない
歌：高英男　前述の通り、冒頭と最後の1コーラスをフランス語に訳して歌われている。最後の1コーラスに、ピアノを弾く中村八大が映っている。
3. 夜のためいき
歌：朝丘雪路　1961年5月の歌。
4. 朝が来るのに
演奏：中村八大　1961年6月の歌。水原弘が歌っていたが、当作品では中村によるピアノ演奏の映像が収録された。
5. 海は知っている
歌：栗林義信　1961年7月の歌。ブックレットの歌詞が途中から掲載がない。
6. 電話のベルが待ち遠しい
歌：デューク・エイセス　2番のみ歌唱。途中、電話の会話を演出する。
7. 気の早い落葉
歌：坂本スミ子　1961年9月の歌。
8. 上を向いて歩こう
歌：坂本九　映像は1963年6月8日放送「上を向いて歩こう 特集」のもの。1962年1月13日放送「61年度今月の歌特集」の回に歌唱映像が存在するがノイズが多く入っており、一部歌詞が異なっている。「上を向いて歩こう 特集」のものは「61年度今月の歌特集」の時の歌唱音源を利用しており演出も変わらない。[注釈 9]中村八大によるピアノとデューク・エイセスによるコーラスが入っており、レコード音源よりもテンポが速い。当時はスタジオ設備の都合上口パクだったため、最後口笛のところでずれている。
9. 幸福のシッポ
歌：森山加代子　番組のテロップでは「幸福のしっぽ」と表記されている。レコード音源とは、歌詞が一部異なる。
10. 涙にしてみれば
歌：松尾和子　歌詞のテロップが手書きで出ている。[注釈 10]レコード音源よりも、半音下がっており、2回目のサビの前に歌が終わる。
11. こんにちは赤ちゃん
歌：梓みちよ　レコード音源よりも、若干テンポが速い。
12. 誰かと誰かが
歌：ジェリー藤尾　軽やかに歌い踊っている。レコード音源とは歌詞が大きく異なっており、一部映像および音源が省略されている。
13. どうする？
歌：越路吹雪　1965年2月の歌。
14. ありふれた恋
歌：小海智子　1965年6月の歌。
15. アラの歌
歌：森田靖子　1965年7月の歌。
16. エンディング：夢であいましょう
歌：坂本スミ子　レコード音源とはキーが同じであるが、サビの前に歌い終わり、カメラ移動と共に照明が落とされ、スポット・ライトが照らされると同時に徐々にロング・ショットになり、そこに入れ代わるように"終"マークが現れるという演出で番組は終了する。エンディングの構成が異なる回がある。